# Indicatif régional 327
L'indicatif régional 327 est un indicatif téléphonique régional qui desservira le centre-nord, le nord-est, l'est et le sud de l'État de l'Arkansas aux États-Unis. Cette région est actuellement desservie par l'indicatif 870. Lorsque les numéros de téléphone commenceront à manquer dans cet indicatif, l'indicatif 327 sera ajouté par chevauchement sur l'indicatif 870 pour fournir de nouveaux numéros de téléphone dans cette région. 
On peut voir les territoires desservis par les indicatifs régionaux de l'Arkansas sur cette carte de la North American Numbering Plan Administration.
L'indicatif régional 327 fait partie du Plan de numérotation nord-américain.

## Principales villes couvertes par l'indicatif
- Jonesboro ;
- Mountain Home ;
- Pine Bluff ;
- Texarkana ;
- West Memphis.